# Lamezia Terme
Lamezia Terme ([laˈmeːtsja ˈtɛrme]) ist eine Stadt in der Region Kalabrien in Italien mit 67.246 Einwohnern (Stand 31. Dezember 2023). Die Stadt ist Sitz des Bistums Lamezia Terme.

## Lage
Lamezia Terme liegt unweit der tyrrhenischen Küste. Arbeitsplätze gibt es im Dienstleistungsgewerbe und in der Landwirtschaft (Anbau von Oliven, Wein, Esskastanien, Weizen, Obst).

## Geschichte

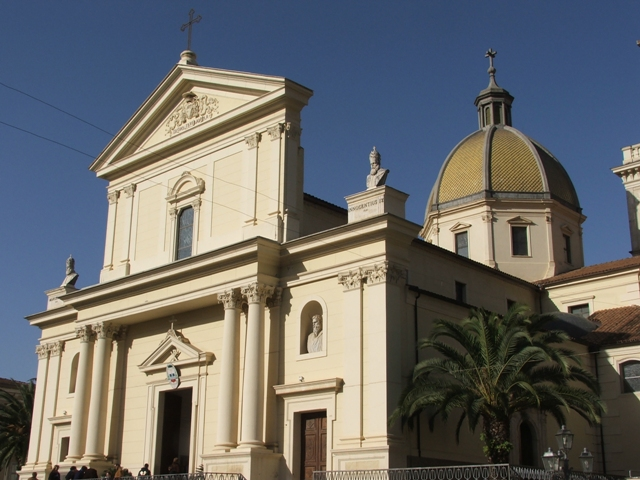
Dom von Lamezia im Ortsteil Nicastro

Die Stadt Lamezia Terme wurde 1968 nach der Fusion der damals selbständigen Gemeinden Nicastro, Sambiase und Sant’Eufemia Lamezia gegründet. Der gewählte Namenszusatz Terme geht auf die in der Fraktion Caronte befindlichen Schwefelquellen Terme di Caronte zurück. Teile der Stadt (vor allem von Sant’Eufemia und Sambiase) liegen auf dem Gebiet der um 600 v. Chr. gegründeten griechischen Kolonie Terina, die 203 v. Chr. von Hannibal zerstört wurde. Im 19. Jahrhundert war die Region ein Zentrum der Carboneria. Viele Einwohner verließen damals die Gegend. In Lamezia Terme haben heute über 20 Clans der ’Ndrangheta ihren Sitz, die u. a. vom Kokain- und Heroinschmuggel aus Albanien leben, darunter die  Ndrina Giampà. Von 2002 bis 2011 herrschte hier ein brutaler Mafiakrieg mit über 50 Toten, die sog. Faida di Lamezia Terme. Im Juli 2013 und im Januar 2017 kam es jeweils zur Festnahme Dutzender Personen.
Der Ort Nicastro wurde in der byzantinischen Epoche um 1000 neu gegründet. Sein Kastell (Neo Castrum) stammt aus der Normannenzeit. Hier wurde 1240–1242 Heinrich, der rebellierende Sohn des Stauferkaisers Friedrich II., gefangen gehalten. Die Burg wurde beim Erdbeben 1638 schwer beschädigt. Der um 1100 erbaute Dom SS. Pietro e Paolo wurde bei diesem Beben zerstört und in barocker Form neu errichtet.
Sambiase, das alte Due Torri, das ebenfalls schon in der Römerzeit besiedelt und für seine warmen Quellen bekannt war, wuchs seit dem 10. Jahrhundert rund um das Kloster San Biagio.
Die Ortschaft Sant’Eufemia geht auf die Zeit der Normannenherrschaft zurück. Nach der Zerstörung durch das schwere Erdbeben 1638 wurde das Zentrum verlegt.
Beim Eisenbahnunfall von Lamezia Terme 1980 starben mehr als 28 Menschen. 
2021 begann in Lamezia Terme der Rinascita-Prozess, der größte Mafiaprozess seit dem Maxi-Prozess 1986–1992.

## Verkehr

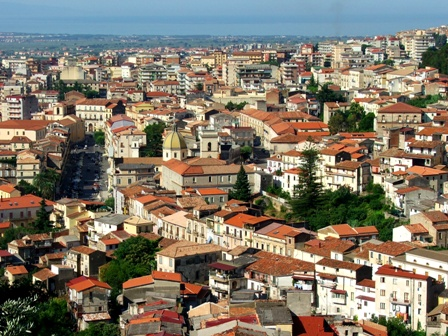
Ansicht von Lamezia Terme

Lamezia Terme liegt an den Europastraßen E 45 und E 848.
Der Hauptbahnhof von Lamezia liegt im Ortsteil Sant’Eufemia an der Strecke von Rom nach Reggio Calabria. Die Ortsteile Sambiase und Nicastro sind mit dem Hauptbahnhof über die Bahnstrecke nach Catanzaro Lido verbunden.  Vom Flughafen zum drei Kilometer entfernten Hauptbahnhof verkehrt in regelmäßigen Abständen ein Bus (Fahrtzeit fünf Minuten). Weiterhin fährt ein Shuttlebus vom Busbahnhof in Crotone über Catanzaro zum Flughafen Lamezia.
Lamezia Terme hat den internationalen Flughafen Lamezia Terme (SUF). Die Bedeutung des Flughafens liegt in der Erschließung der Region für den Touristenverkehr. Im Jahre 1998 wurden 672.000 Passagiere abgefertigt, im Jahre 2015 war diese Zahl auf 2.342.000 gestiegen.

## Sehenswürdigkeiten
Im Ortsteil Nicastro gibt es eine sehenswerte Kathedrale und eine Burgruine (Castello Normanno-Svevo).
- In dieser Burg war von 1240 bis 1242 König Heinrich (VII.) eingekerkert, der sich gegen seinen Vater, den deutschen Kaiser Friedrich II., aufgelehnt hatte. Von Nicastro sollte Heinrich (VII.) nach Martirano verlegt werden und verübte auf dem Weg dorthin Suizid.
- Im Ortsteil Sambiase sind Thermalquellen zu finden, die schon den Römern bekannt waren.

## Söhne der Stadt
- Guido d’Ippolito (1894–1933), Autorennfahrer
- Mario Milano (* 1936), römisch-katholischer Geistlicher und Alterzbischof von Aversa
- Carlo Carlei (* 1960), Filmregisseur und Drehbuchautor
- Luigi Strangis (* 2001), Popsänger